# 阿久田健策
阿久田 健策（あくた けんさく、1984年9月25日 - ）は、ジャパンラグビーリーグワン三菱重工相模原ダイナボアーズに所属するラグビー選手。

## プロフィール
- 大阪府大阪市出身[1]。
- ポジションはフルバック(FB)。
- 身長 177 cm、体重 87 kg
- ニックネームはKenny。

## 略歴
布施ラグビースクールからラグビーを始めた。
関西創価高校、朝日大学、マンリーを経て、2008年、三菱重工相模原ダイナボアーズに加入。
2021年3月6日のジャパンラグビートップリーグ2021第3節の東芝ブレイブルーパス戦において、36歳5か月という異例の遅さでトップリーグのデビューを果たした。